# Comédie mêlée d'ariettes
Comédie mêlée d'ariettes (comèdia barrejada amb breus àries) és una forma d'opéra-comique francesa que es va desenvolupar a mitjans al segle xviii després de la Querelle des Bouffons sobre els mèrits respectius dels estils francès i italià, entre l'òpera basada en el drama seriós i en la basada en la comèdia. Les més conegudes són La rencontre imprévue Christoph Willibald Gluck, Zémire et Azor d'André Ernest Modeste Grétry, Le déserteur de Pierre-Alexandre Monsigny, i Tom Jones de François-André Danican Philidor. La forma està particularment associada als treballs del llibretista Louis Anseaume.